# Дитрих Шенк фон Ербах
Дитрих Шенк фон Ербах (на немски: Dietrich (Theoderich) Schenk von Erbach; * 1390; † 6 май 1459, Ашафенбург) е архиепископ на Майнц (1434 – 1459).

## Живот
Той произлиза от фамилията на графовете на Ербах. Син е на Еберхард X фон Ербах, наследствен шенк на Ербах († 1418), и съпругата му Мария фон Бикенбах († 1397), дъщеря на Дитрих I фон Бикенбах, господар на Хоенберг († 1403), и Агнес фон Изенбург-Бюдинген († 1404), дъщеря на Хайнрих II фон Изенбург-Бюдинген. Брат му Дитер († 1437) е каноник във Вюрцбург (1413) и Майнц (1420), брат му Хайнрих († сл. 1418), е комтур на Тевтонския орден, брат му Филип Шенк фон Ербах († 1467) е бенедиктанец и княжески абат на манастир Вайсенбург (Висамбур) в Елзас.
Дитрих е домхер 1413 г., домкантор (1429 – 1434) и на 6 юли 1434 г. е избран от катедралния капител на Майнц за архиепископ на Майнц. Папа Евгений IV го одобрява на 20 октомври същата година.
Дитрих Шенк фон Ербах конфирмира на 1 януари 1446 г. Йохан III фон Айх за княжески епископ на Айхщет.
Той умира на 6 май 1459 г. в Ашафенбург и е погребан в манастирската църква „Св. Петер и Александер“ в Ашафенбург.